# Marta Aura
Marta Aura Palacios (Ciudad de México, 4 de septiembre de 1939-Ciudad de México, 8 de julio de 2022) fue una actriz mexicana.

## Biografía y carrera
Nació en la Ciudad de México, hija de Olimpo Aura Pineda y Ema Palacios Ordorica. Desde muy pequeña, Marta participó en festivales de canto y teatro. Pero fue en su adolescencia cuando descubrió su pasión por la actuación. Debido a que sus padres no aprobaban su elección, decidió irse de su casa junto con sus hermanos María Elena Aura, escritora, y Alejandro Aura, actor y poeta fallecido en 2008. Su sobrina María Aura, hija de Alejandro, también es actriz. 
Estudió actuación en la Academia Nacional de Bellas Artes. Debutó en teatro en 1959, pero se dio a conocer profesionalmente en 1965 junto a Miguel Sabido en obras como Voces en el templo y El divino narciso. Al poco tiempo conoció a su primer esposo, el actor Adán Guevara. Estuvieron juntos durante 15 años y procrearon dos hijos. Después de su divorcio, Marta conoció al actor de origen español Rubén Rojo, hermano del actor Gustavo Rojo y tío de la actriz Ana Patricia Rojo. Se casaron y procrearon un hijo, el director de cine Rubén Rojo Aura. Estuvieron casados hasta la muerte de él en 1993. En total tiene tres hijos y cuatro nietos.
Marta ha desarrollado una prolífica carrera como actriz, participando en cine, teatro y televisión por igual. En televisión debutó en la telenovela Acompáñame en 1978. Le siguieron telenovelas como Quinceañera, Amor en silencio, Baila conmigo, La sombra del otro, Pueblo chico infierno grande, Una luz en el camino, Secretos del alma y La loba entre muchas otras. Entre 2010 y 2011, participó en la telenovela Entre el amor y el deseo en el papel de Elvira. 
En cine trabajó con directores como Alfonso Arau, Jorge Fons, Arturo Ripstein, Felipe Cazals y Alfonso Cuarón. El 2022 recibió el Premio Mezcal a la Mejor Actriz en un Largometraje Mexicano por la cinta Coraje (ópera prima de su hijo Rubén Rojo Aura), siendo aclamada en el Festival Internacional de Cine de Guadalajara 2022. 
En teatro ha sobresalido en obras como Escrito en el cuerpo de la noche, Medea de Eurípides y Algunos cantos del infierno. Tuvo mucho éxito con su monólogo Mujer on the border. Desde el 2012 pertenecía a la Compañía Nacional de Teatro de México.
Marta Aura deja un legado de aproximadamente 100 puestas en escena, 60 películas y 30 telenovelas y series. Con 60 años de trayectoria ininterrumpida, Marta siempre destacó por su talento, entrega y profesionalismo como actriz.

## Muerte
Murió el 8 de julio de 2022 en la Ciudad de México.

## Filmografía

### Programas de televisión
- Cuentos para solitarios (1999).... Silvia
- Mujer, casos de la vida real (1990 - 1997)
- Televiteatros (1993)
- Hora marcada (capítulo "De ángeles y demonios") (1990).... Mujer de blanco
- El periquillo sarniento (1981)

### Películas
- Coraje (2022)....Alma[3]
- Cuatro Lunas (2017).... Petra
- Las razones del corazón (2011).... Madre  de Emilia
- Las paredes hablan (2010).... Casa Espíritu (voz)
- El baile de San Juan (2010).... Genoveva
- Fragmentos sobre el vértigo (2010).... Madre de Alejandra
- Vaho (2009).... Josefina
- El libro de piedra (2009).... Soledad
- Música de ambulancia (2009)
- Arráncame la vida (2008).... Josefina
- El garabato (2008)
- Mosquita muerta (2008).... Mamá de Sofía
- El milagrito de San Jacinto (2007)
- ...Y sólo humo (2007).... Ana
- Cementerio de papel (2007)
- Si muero lejos de ti (2006)
- El carnaval de Sodoma (2006).... Caricoña
- Una causa noble (2006).... Mamá Lola
- Cicatrices (2005)
- El día menos pensado (2005)
- Peatonal (2004)
- Adán y Eva (Todavía) (2004)
- La luna de Antonio (2003)
- Como Dios manda (2003).... Madre Superiora
- Zurdo (2003)
- Malos presagios (2002)
- Sin sentido (2002)
- Escrito en el cuerpo de la noche (2001).... Gaviota
- Y tu mamá también (2001).... Enriqueta "Queta" Allende
- ¿Y cómo es él? (2001).... Mamá de Sofía
- Así es la vida (2000)
- Azar (2000)
- El evangelio de las maravillas (1998)
- La primera noche (2008).... Mamá del Gordo
- Tres minutos en la oscuridad (1996)
- En el aire (1995).... Madre de Laura
- Nadie hablará de nosotras cuando hayamos muerto (1995).... María Luisa
- Amorosos fantasmas (1994)
- La reina de la noche (1994).... Balmori
- Nicolás (1994)
- Pueblo viejo (1993)
- Ángel de fuego (1992).... Marta
- La insaciable (1992)
- Golpe de suerte (1992)
- Rojo amanecer (1991).... Vecina
- Recuerdo de domingo (1990)
- La secta del sargón (1990)
- La envidia (1988)
- Las inocentes (1986).... Sor Concepción
- Los motivos de Luz (1985).... Lic. Marisela Alférez
- Max Dominio (1981)
- ¡Que viva Tepito! (1981)
- El lugar sin límites (1978).... Emma
- Los cachorros (1973)
- Landrú (1973)
- Cayó de la gloria el diablo (1972)
- El águila descalza (1971).... Trabajadora en la factoría
- Alguien nos quiere matar (1970)
- La excursión (1967)

### Telenovelas
- Hombre tenías que ser (2013)
- La mujer de Judas (2012) .... Catalina Rojas de Castellanos
- Entre el amor y el deseo (2010-2011).... Elvira Martínez
- La loba (2010).... Teresa
- Secretos del alma (2008-2009).... Regina Cervantes
- Marina (2006).... Guadalupe "Lupe" Tovar
- Los Plateados (2005).... Augusta
- El alma herida (2003-2004).... Doña Guadalupe
- La duda (2002-2003).... Azucena
- Golpe bajo (2000-2001).... Lupita Carranza
- Una luz en el camino (1999).... Chole
- El privilegio de amar (1998 - 1999).... Josefina "Chepa" Pérez
- Chiquititas (1998-1999).... Ernestina
- Pueblo chico, infierno grande (1997).... Mercedes
- Gente bien (1997).... Márgara
- La sombra del otro (1996).... Julieta Tavernier
- Canción de amor (1996)
- Buscando el paraíso (1993)
- Baila conmigo (1992)
- En carne propia (1990 - 1991).... Ángela
- Cenizas y diamantes (1990).... Amparo del Bosque
- Teresa (1989).... Balbina
- Dulce desafío (1988) .... Maritza Miranda
- Amor en silencio (1988).... Celia
- Quinceañera (1987).... Gertrudis
- Te amo (1984).... Mercedes
- La madre (1980)
- Julia (1979)
- La hora del silencio (1978) .... Matilde
- Acompáñame (1978).... Angustias

### Teatro
- Mujer on the border
- Algunos cantos del infierno
- Medea
- Los signos del zodíaco
- Rita, Julia
- La mujer rota
- El padre
- El eclipse
- El pelícano
- El examen de maridos
- Antígona
- Los motivos del lobo
- La fiaca
- La morsa
- Voces en el templo
- El divino narciso
- Éramos tres hermanas
- Conmemorantes

## Premios y nominaciones

### Premios Ariel
| Año  | Categoría                  | Película           | Resultado |
| ---- | -------------------------- | ------------------ | --------- |
| 2023 | Mejor actriz               | Coraje             | Nominada  |
| 1995 | Mejor actriz de cuadro     | Amorosos fantasmas | Nominada  |
| 1986 | Mejor coactuación femenina | Los motivos de Luz | Nominada  |

### Diosas de Plata
| Año  | Categoría                  | Película                         | Resultado |
| ---- | -------------------------- | -------------------------------- | --------- |
| 2002 | Mejor actriz               | Escrito en el cuerpo de la noche | Ganadora  |
| 1995 | Mejor actriz de cuadro     | Amorosos fantasmas               | Nominada  |
| 1986 | Mejor coactuación femenina | Los motivos de Luz               | Nominada  |

### Premios de Teatro
Asociación Mexicana de Críticos Teatrales
- Mejor Actuación Femenina por La morsa (1967).
- Revelación Femenina por La fiaca (1969).
- Mejor Actuación Femenina por Los motivos del lobo (1974).
- Mejor Actuación Femenina por Antígona (1976).
- Mejor Actuación Femenina por El examen de maridos (1987).
- Mejor Actuación Femenina por El pelícano (1989).
- Mejor Actuación Femenina por El eclipse (1990).
- Mejor Actuación Femenina por El padre (1992).
- Mejor Actuación Femenina de Monólogo por La mujer rota (1993).
- Mejor Actuación Femenina por Rita, Julia (1994).
- Mejor Actuación Femenina por Los signos del zodíaco (1997).
- Mejor Actuación Femenina por Medea (2000).